# (119979) 2002 WC19

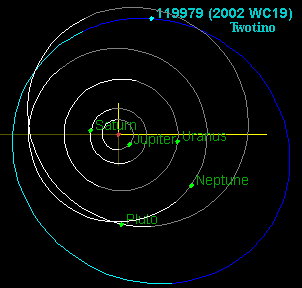
Quỹ đạo, so sánh với Sao Diêm Vương và Sao Hải Vương.

(119979) 2002 WC19, cũng được viết là (119979) 2002 WC19, là một twotino, nó nằm trong một cộng hưởng 1:2 với Sao Hải Vương. Mike Brown tính toán và cho rằng đây là một hành tinh lùn. Biết được có bao nhiêu twotino có thể tiết lộ liệu Sao Hải Vương mất khoảng 1 triệu hay 10 triệu năm để di chuyển khoảng 7 AU từ vị trí nó hình thành.

## Vệ tinh
Một vệ tinh tự nhiên đã được báo cáo là quay quanh (119979) 2002 WC19 vào ngày 27 tháng 2 năm 2007. Nó được ước tính là 2.760 ± 250 km so với sơ cấp và có đường kính khoảng 139 km (86 mi).